# ピストル・パッキン・ママ

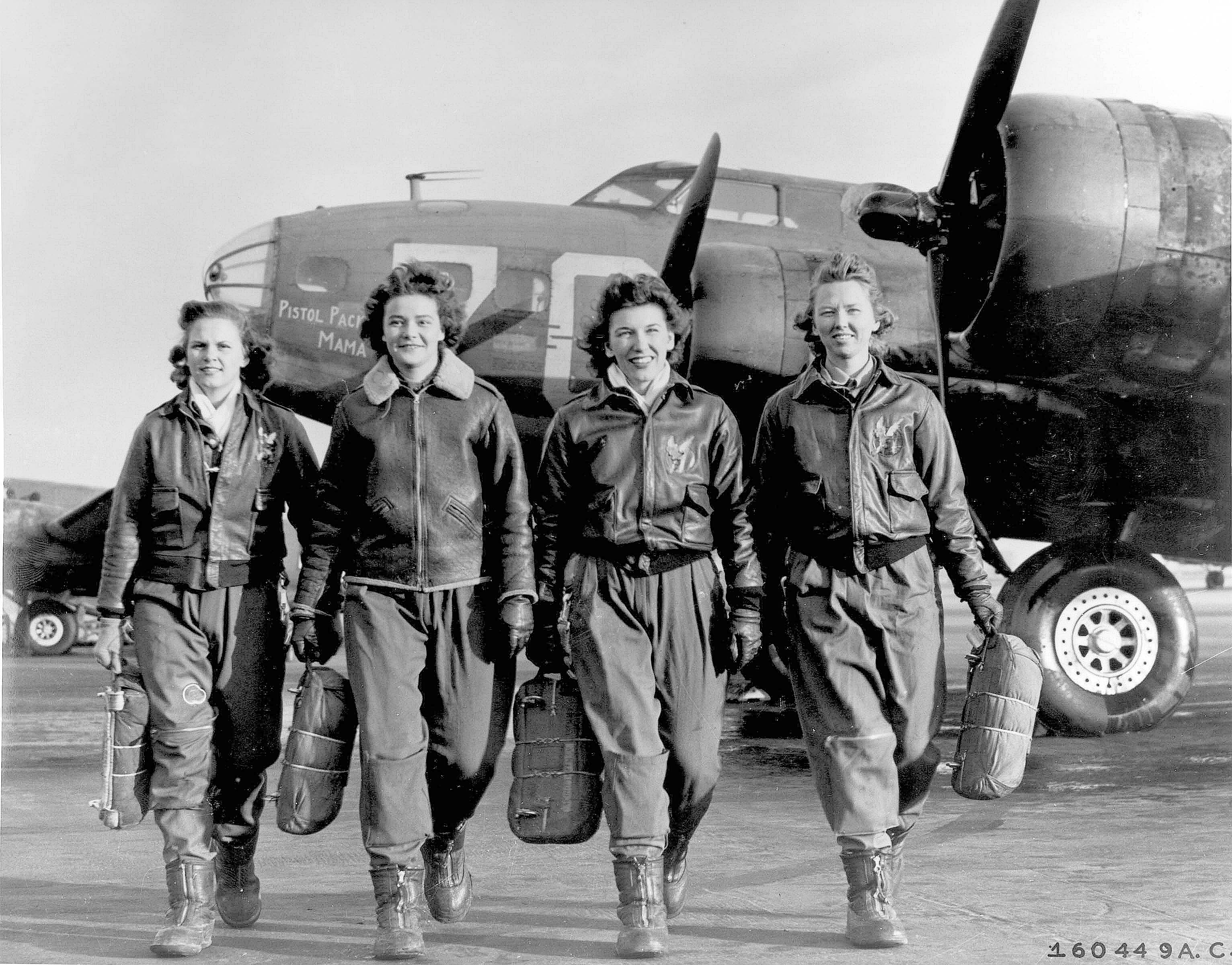
1944年、搭乗するB-17 フライングフォートレスに「ピストル・パッキン・ママ」と名付けた米空軍女性パイロット部隊 (WASP) のパイロットたち。

「ピストル・パッキン・ママ」(Pistol Packin' Mama) は、アル・デクスターが「ボイル・ゼム・キャベッジ・ダウン (Boil Them Cabbage Down)」の旋律をもとに歌詞を載せた1943年の曲。この曲は、後のホット・カントリー・ソングス・チャートの前身であるジューク・ボックス・フォーク・レコード (Juke Box Folk Records) のチャートで最初のナンバー・ワンとなった曲であった。
ビング・クロスビーとアンドリューズ・シスターズは、1943年9月27日にデッカ・レコードのためにこの曲を録音し、この盤は、ジューク・ボックス・フォーク・レコード・チャートで最初のナンバー・ワンとなり、これに1942年3月18日に録音されたアル・デクスターと彼のトゥルーパーズ (Al Dexter and His Troopers) のオリジナル盤オーケー・レコード (Okeh 6708) が続いた。ビング・クロスビーが録音した「ピストル・パッキン・ママ」はハーレム・ヒット・パレード（ Harlem Hit Parade：Top R&B/Hip-Hop Singlesの前身）で最高3位となった。
アル・デクスター盤のB面に収録されていた「Rosalita」は、同年の遅い時期に同様に同じチャートの首位に立った。クロスビー盤と同じく、アル・デクスター盤もハーレム・ヒット・パレードに入り、最高5位
まで上昇した。
パティ・アンドリューズ (Patty Andrews) は後年の回想で、クロスビーがアドリブで「lay that thing down before it goes off and hurts somebody」（そいつを下ろしな、ぶっ放して誰かをケガさせないうちに）と歌ったのが可笑しくて、姉妹ともども吹き出しそうになったを堪えていた、と述べている。

## その他の録音
ジョー・スタッフォードをフィーチャーしたザ・パイド・パイパーズは、ポール・ウェストンと彼の楽団とともに、キャピトル・レコード 140 として、この曲を1943年9月27日に録音した。
ルイ・ジョーダンは、1943年11月にロサンゼルスのオルフェウス劇場で「ヒルビリー調 (hillbilly rendition)」でこの曲を演奏し、笑いを誘った.。
ジーン・ヴィンセントの1960年のバージョンは全英シングルチャートで15位となったが、このバージョンでピアノを弾いていたのはジョージィ・フェイムであった。
フレイミン・グルーヴィーズは、1969年のデビュー・アルバム『Supersnazz』にこの曲を収録した。
ストンピン・トム・コナーズ は、1971年のアルバムでこの曲をタイトル曲として収録したd。
沖縄の歌手登川誠仁は、戦後に米軍基地で働いている間にこの曲を耳から聞き覚え、後に「ペストパーキンママ」と題して歌うことがあった。照屋林助とともに演奏したバージョンが、『ハウリング･ウルフ -HOWLING WOLF-』と『It's only セイ小：ベスト･オブ･登川誠仁 1975～2004』に収録されている。

## その他の用例
アーヴィング・バーリンが、ミュージカル『アニーよ銃をとれ』のために書いた楽曲「ユー・キャント・ゲット・ア・マン・ウィズ・ア・ガン (You Can't Get a Man with a Gun)』には「A man's love is mighty, he'll even buy a nightie, for a gal who he thinks is fun. But they don't buy pajamas for pistol packin' mamas.」という一節がある。
この曲のコーラスの部分は、1970年代のイギリスでラウントリー・フルーツ・パスティルズのテレビ・コマーシャルで使用され、決め台詞の行が韻を踏んだダジャレになって「Pastille Pickin' Mama, pass those pastilles round」と歌われていた。
スパイク・ミリガンが、自身の第二次世界大戦中や戦後直後の体験を踏まえて執筆した1986年の回顧録『Goodbye Soldier』では、この曲が何度も言及されている。そこではムッソリーニがジャズ嫌いだったという話が語られ、彼が打倒された後、イタリア人たちはこぞってジャスにのめり込み、この曲も当時大人気を博したため、ミリガンたちのグループもしばしばこの曲を歌うリクエストとされたという。また彼によれば、この曲はイタリア人のジャズ・バンドが演奏する代表的な楽曲になっていたといい、中には、この曲しか演奏しないバンドすらあったという。
ブライアン・アダムスがボーカルとしてクレジットされているアルバム『A.P.C. Presents: The Unreleasable Tapes』にも、この曲が収録されている。
ビング・クロスビーとアンドリューズ・シスターズのバージョンは、ビデオゲーム『L.A.ノワール』や『Fallout 4』でゲーム内のラジオ局から流れ、テレビ・シリーズ『エージェント・カーター』のエピソード「The Atomic Job」でもこの曲が流される。
テレビのバラエティ番組『Hee Haw』の第151回では、バック・オーウェンスが率いるヒー・ホー・ギャング (Hee Haw Gang) が、藁の山の前でこの曲を歌う。
1964年、テレビ番組『McHale's Navy』の「The Rage of Taratupa」と題された回では、俳優ジェシー・ピアソンが演じるハーレー・ハットフィールド (Harley Hatfield) という登場人物がこの曲を何度も歌う。

## 爆撃機の愛称
B-17 フライングフォートレスの1機は、「ピストル・パッキン・ママ」と愛称が付けられていたが、1944年7月20日のライプツィヒ空襲の任務の際に失われた。